# Subcomandante Marcos

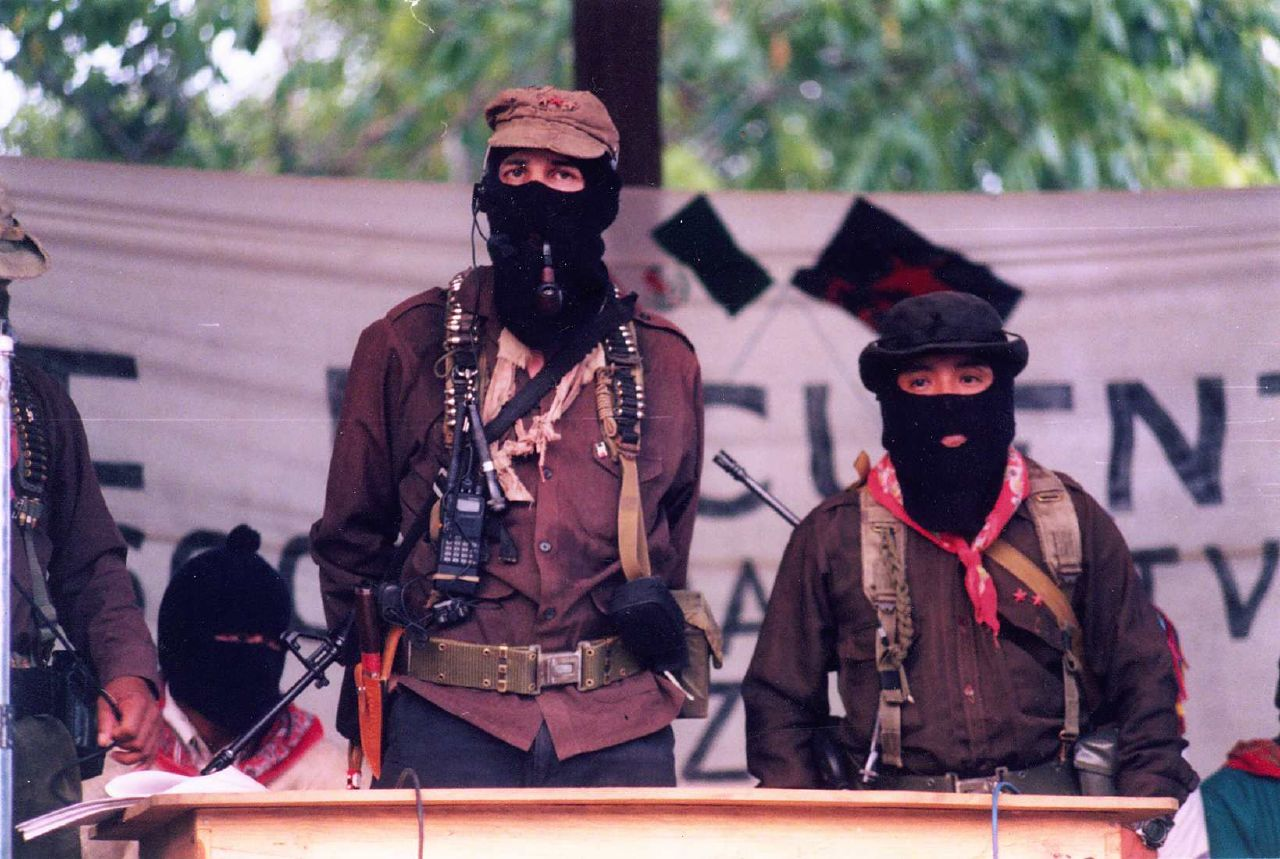
Subcommandante Marcos omgiven av flera medlemmar av CCRI.

Subcomandante Marcos (numera under namnet Delegado Zero), nom de guerre för den person, född 1957, som uppges vara ledare för gerillan Zapatisternas militära avdelning, EZLN, i den mexikanska delstaten Chiapas, och gerillans främste talesman vid presskonferenser och andra möten. Revolutionen i Chiapas (1994–) har en omisskännlig direktdemokratisk, och om man så vill frihetligt socialistisk, karaktär[källa behövs] från den svarta fanan med den röda stjärnan till den traditionella ursprungsbefolkningens direktdemokratiska och icke-hierarkiska beslutsstrukturen.
Den mexikanska regeringen uppger att Marcos riktiga identitet är Rafael Sebastián Guillén Vicente.
Han kallar sig "subcomandante" eftersom han är underordnad den fredliga ledningen av Zapatisterna, CCRI. Marcos har offentligt alltid varit maskerad med skidmask i likhet med resten av Zapatiströrelsens ledning.
Subcomandante Marcos har ej som vissa hävdat uttalat sitt stöd för ETA, utan uppmanat dem att lägga ned vapnen och ta ordet som medel i kampen för ett självständigt Baskien.
En bok med texter och en historiebeskrivning om Zapatisterna som Marcos skrivit har översatts till svenska och har publicerats av Manifest och Ordfront förlag, Subcomandante Marcos - från sydöstra Mexikos underjordiska berg.